# 19809 Nancyowen
19809 Nancyowen è un asteroide della fascia principale. Scoperto nel 2000, presenta un'orbita caratterizzata da un semiasse maggiore pari a 2,3233994 UA e da un'eccentricità di 0,0349100, inclinata di 6,36640° rispetto all'eclittica.